# Molophilus chloris
Molophilus chloris là một loài ruồi trong họ Limoniidae. Chúng phân bố ở miền Australasia.